# Devonobius delta
Devonobius delta (лат.) — вид вымерших девонских губоногих многоножек из формации Пантер-Маунтин в Нью-Йорке, единственный представитель отряда Devonobiomorpha, семейства Devonobiidae и рода Devonobius. От него известно по меньшей мере тридцать образцов и этой формации.

## Описание
Devonobius delta известен по нескольким фрагментарным образцам, в основном состоящим из головы и максиллипедов. Однако несколько образцов сохранили сегменты тела, а один сохранил по крайней мере 14, хотя даже этот образец неполный. У него было по крайней мере 14 сегментов усиков, однако сохранившиеся усики также неполные. Devonobius delta, вероятно, был небольшим, менее 1 см в длину, однако, как уже упоминалось выше, его тело неполное. Он отличается от других многоножек различными коксостернальными особенностями на максиллипедах, такими как отсутствие бокового деления, и среди современных отрядов многоножек он, вероятно, близок к Craterostigmomorpha. На голове отсутствуют глаза и орган Темешвари, при этом максиллипеды крепкие, а мандибулы умеренно редуцированы. Поскольку гениталии не сохранились, пол образцов неясен, однако один из них имеет более крепкие максиллипеды, похожие на таковые у самцов костянкок.

## Экология
Вентральные аподемы Devonobius delta позволяют предположить, что он был приспособлен для охоты на относительно крупных животных, поскольку они оттягивали максиллипеды и позволяли другим ротовым частям контактировать с более крупными пищевыми объектами. Наиболее полный образец демонстрирует выраженную гетеротергию, вероятно, адаптацию к гибкости и жизни в тесных пространствах.

## Этимология
Название Devonobius происходит от девона и суффикса «-bius», обычно используемого для названий многоножек. Видовое название delta относится к девонской дельте реки Катскилл, где обитал этот вид.